# FunOrb
FunOrb est un site de jeux produit par Jagex. Il est disponible en français depuis le 20 août 2008.
Il contient plusieurs jeux, les plus connus sont Arcaniste et Armée de Gielenor.
Il existe des mode multijoueur (Accueil multijoueur en jeu) et des mode solo (Campagne solo en jeu)